# Gospa Hatidže Halime
Gospa Hatidže Halime (خديجة حليمة خاتون, Hatice Halime Hatun) bila je supruga osmanskog sultana Murata II.
Njezin je otac bio beg Ibrahim II. od Isfendiyara. Prema teoriji, Hatdižina je teta bila gospa Hüma, majka Mehmeda II. Osvajača.
Murat je oženio Hatidže 1423. u Edirneu. Njezin je prvi sin rođen 1425. Bio je to Şehzade Alaeddin Ali. 
Nakon što je oženio Maru Branković, Hatidže je protjerana s dvora, ali se poslije ipak vratila.
1450. Hatidže je rodila sina Ahmeda, a nakon Muratove smrti se udala za Ishak-pašu.